# Tyria tenuistriata
Tyria tenuistriata là một loài bướm đêm thuộc phân họ Arctiinae, họ Erebidae.